# Philipp Jenninger
Philipp Jenninger (Rindelbach, 10 giugno 1932 – Stoccarda, 4 gennaio 2018) è stato un politico tedesco, esponente dell'Unione Cristiano-Democratica.

## Biografia
Philipp Jenninger ha conseguito il dottorato in giurisprudenza presso l'Università di Tubinga nel 1957.
Nel 1969, è stato eletto al Bundestag con la CDU. Dal 1982 al 1984 è stato Ministro di Stato presso la Cancelleria federale. Fu eletto presidente del Bundestag nel novembre 1984 e rimase tale fino alle sue dimissioni nel novembre 1988 a seguito di un controverso discorso in occasione del cinquantesimo anniversario della Notte dei cristalli. Non ha partecipato alla rielezione alle elezioni legislative del 1990.
È stato ambasciatore tedesco in Austria dal 1991 al 1995 e poi presso la Santa Sede dal 1995 al 1997.